# 독일어 환치사
독일어 환치사(環置詞, Zirkumposition)는 문법에 있어서 부치사(附置詞, Adposition) 중 하나이다. 광범위한 의미로는 전치사(Präposition)이다. 환치사는 2개의 항으로부터 구성되며, 그것의 보족어(Ergänzung)는 양 옆으로 둘러싸인다. 또한 환치사를 하나의 전치사(좁은 의미)와 하나의 후치사(Postposition)를 가지고 만든 서로 짝이 되는 한 쌍으로 볼 수 있다. 그러나 이들은 짝으로서 독립된 의미를 갖는다.

## 사례
- „um Himmels willen“
- „von diesem Zeitpunkt an“
- „von Amts wegen“
- (단언) „an Eides statt“, (추측) „an Kindes statt“

한 전형적인 환치사에 있어, 두 부분은 끌어안긴 단어에 부속되기에, 환치사구는 자립적이고 폐쇄적이라고 여겨질 수 있다.

## 문제 사례
또한 „zum Schutz gegen“과 같은 구는 이따금 환치사적 표현으로 간주되기도 한다. 그러나 이는 틀린 표현이다. 두 번째 부치사는 하나의 전치사이고, 두 번째 명사는 여전히 두 번째 부치사에 부속되어야 한다.(„zum Schutz gegen den Feind“) 이에 따라 구는 완전하지 않다. 예시에서 „gegen“과 „den Feind“는 한 전치사구를 만들며, 이 전치사구는 수식어로서 명사 „Schutz“에 종속된다. 이 명사는 그 자신은 „zum“ 자체로도 전치사적 표현을 만든다. 그것은 2개의 복잡한 전치사구(원래는 불완전한)가 중요하지만, 환치사 1개는 그렇지 않다.
그 자체는 논쟁적이지만, „auf den Berg hinauf“와 그 비슷한 것은 환치사적이라고 하는 표현들을 구성한다. 이와 관련하여 그것은 부사 „hinauf“가 중요한데(비슷한 의미가 „hinauf auf den Berg“ 같을 때), 이 부사는 그 이외의 부치사구 „auf den Berg“를 통하여 더 명확하게 정해진다. 또한 „dort hinauf“도 마찬가지이다. 그러나 이 표현은 위의 경향의 종결적 강화를 표현하며, 그래서 전형적인 환치사에 관련된다.

## 참고문헌
- Henning Bergenholtz, Burkhard Schaeder: Die Wortarten des Deutschen. Versuch einer syntaktisch orientierten Klassifikation. Klett, Stuttgart 1977, ISBN 3-12-910460-7, S. 138–140.

## 같이 보기
- V1 어순
- 겸자구조
- 독일어
- 독일어 관사
- 독일어 대명사
- 독일어 동사
- 독일어 동사활용
- 독일어 명사
- 독일어 명사화
- 독일어 문법
- 독일어 문장 구조
- 독일어 문장 유형
- 독일어 발음
- 독일어 병렬 생략
- 독일어 부사구
- 독일어 불변화사 목록(1996년 정서법 개정안)
- 독일어 양태불변화사
- 독일어 접두사동사 및 불변화사동사
- 독일어 접속법
- 독일어 정서법
- 독일어 주어 내부 생략
- 독일어 태
- 독일어 형용사
- 독일어 환치사